# Cyprian Monis
Cyprian Monis (* 11. April 1945 in Dorna Halli) ist ein indischer Geistlicher und emeritierter römisch-katholischer Bischof von Asansol.

## Leben
Cyprian Monis empfing am 21. Dezember 1975 das Sakrament der Priesterweihe.
Am 26. März 1994 ernannte ihn Papst Johannes Paul II. zum Titularbischof von Molicunza und bestellte ihn zum Weihbischof in Kalkutta. Der Erzbischof von Kalkutta, Henry Sebastian D’Souza, spendete ihm am 4. August desselben Jahres die Bischofsweihe; Mitkonsekratoren waren der Erzbischof von Delhi, Alan Basil de Lastic, und der Bischof von Silchar, Denzil Reginald D’Souza. Am 24. Oktober 1997 ernannte ihn Johannes Paul II. zum Bischof von Asansol.
Am 4. Mai 2020 nahm Papst Franziskus das von Cyprian Monis aus Altersgründen vorgebrachte Rücktrittsgesuch an.